# 맞춤의학
맞춤의학(Personalized medicine)은 질병의 위험성에 대해 예상되는 반응에 따라 각각의 환자에 대해 어떠한 약이 효과가 있는지 결정해 처방을 내리는 개인 맞춤형 의학 모형이다. 정밀의학 및 층화의학과 유사한 의미를 갖고 있으며, 진단과 치료의 합성어인 테라노스틱스(Theranostics) 또한 맞춤의학의 일환으로 분류된다.
환자에 따라 각각의 처방을 결정하는 방법은 히포크라테스 당시부터 연구되었으며, 현대에 들어 유전체학의 발전으로 인해 질병에 대한 분자 수준의 진단 결과와 의학 정보에 대한 접근성이 향상되어 맞춤의학에 대한 많은 발전이 이루어졌다.

## 적용

### 진단과 치료
통상적인 기준을 사용하는 것이 아니라 환자 개인마다의 기준을 설정하고 환자를 진단할 수 있게 되면 더 정확하게 진단하고 개별적인 치료를 할 수 있다. 유전자형 검사(genotyping)는 생물검정법(biological assay)을 사용해 개인의 DNA 염기서열(DNA sequence)을 알아내는 검사다. 유전자형 검사를 통해 환자의 DNA 염기서열을 밝힌 후 이것을 표준 참조 유전체 또는 표준 참조 게놈(reference genome)의 염기서열과 비교하여 질병을 발생시킬 가능성이 있는 유전자 변이(genetic variation)가 있는지 확인한다. 최초의 표준 참조 유전체는 인간게놈프로젝트(Human Genome Project)를 통해 규명된 성인 남성 1명의 유전체다.

## 같이 보기
- 개인 유전체학
- 표현형 스크리닝